# Palatul Curti Valmarana

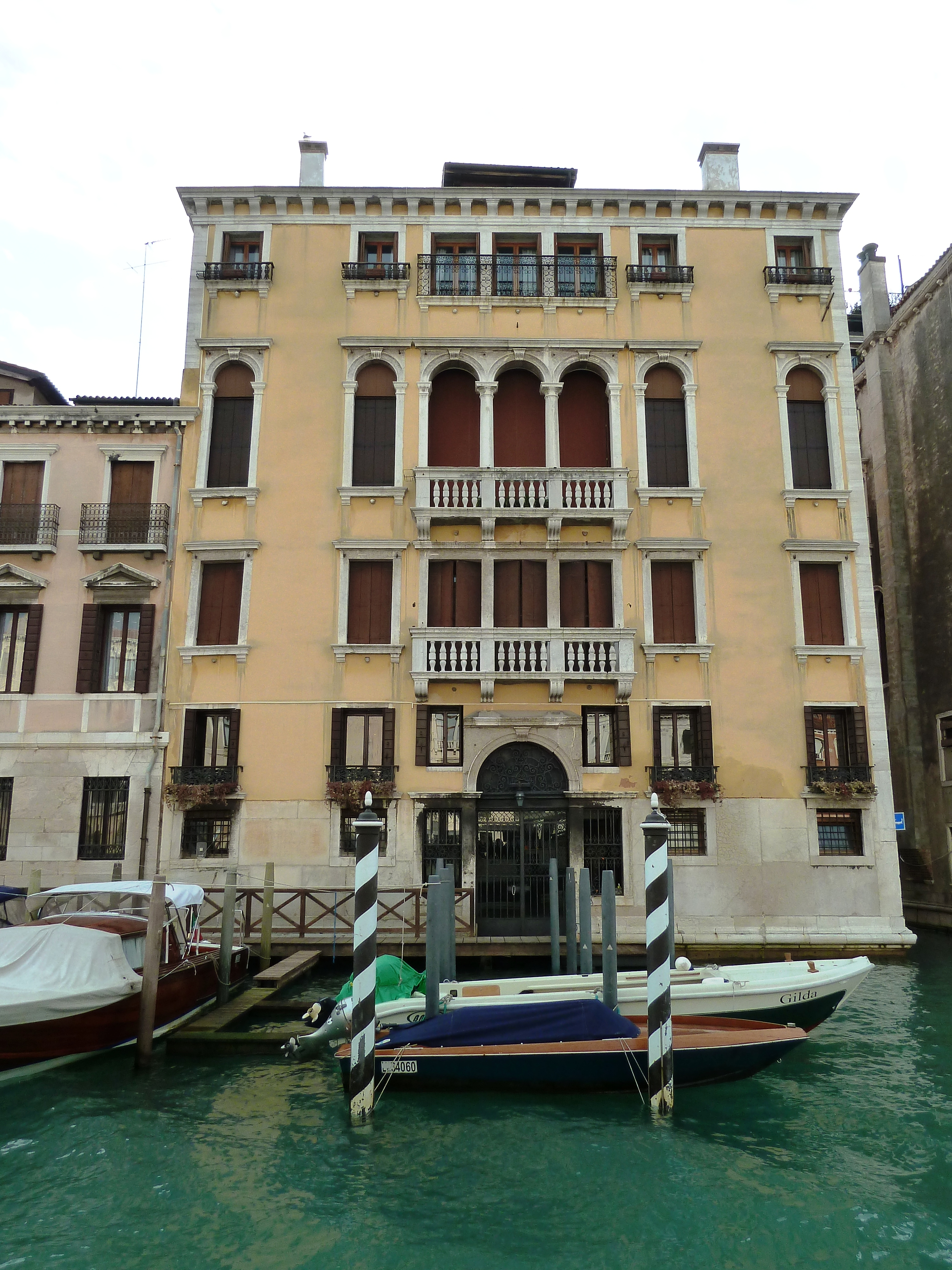
Palatul Curti Valmarana

Palatul Curti Valmarana este un palat din Veneția, situat în sestiere San Marco, cu vedere la partea stângă a Canal Grande, între Palatul Querini Benzon și Palatul Corner Spinelli.

## Istoric
Palatul a fost construit în secolul al XVIII-lea și a aparținut ramurii venețiene a familiei milaneze Curti și apoi familiei Valmarana.

## Arhitectură
Palatul în stil renascentist cu o fațadă tencuită foarte echilibrată și armonios în dispunerea ferestrelor, are un portal central către apă la parter, o fereastră centrală triforă la etajul al doilea, în timp ce toate celelalte deschideri sunt dreptunghiulare. În cele două etaje principale ferestrele sunt prevăzute cu o cornișă superioară și trei deschideri centrale ce au, de asemenea, un balcon mic.